# 알리에주의 캉통
프랑스 알리에주에는 총 19개의 캉통이 속해 있다. 2015년 3월 행정구역 총개편으로 인해 현재는 다음과 같이 설치되어 있다.
- 벨리브쉬르알리에
- 부르봉라르샹볼
- 코망트리
- 퀴세
- 동피에르쉬르베스브르
- 가나
- 위리엘
- 라팔리스
- 몽뤼송 1
- 몽뤼송 2
- 몽뤼송 3
- 몽뤼송 4
- 물랭 1
- 물랭 2
- 생푸르캥쉬르시울
- 수비니
- 비시 1
- 비시 2
- 이죄르